# 블랙 펄

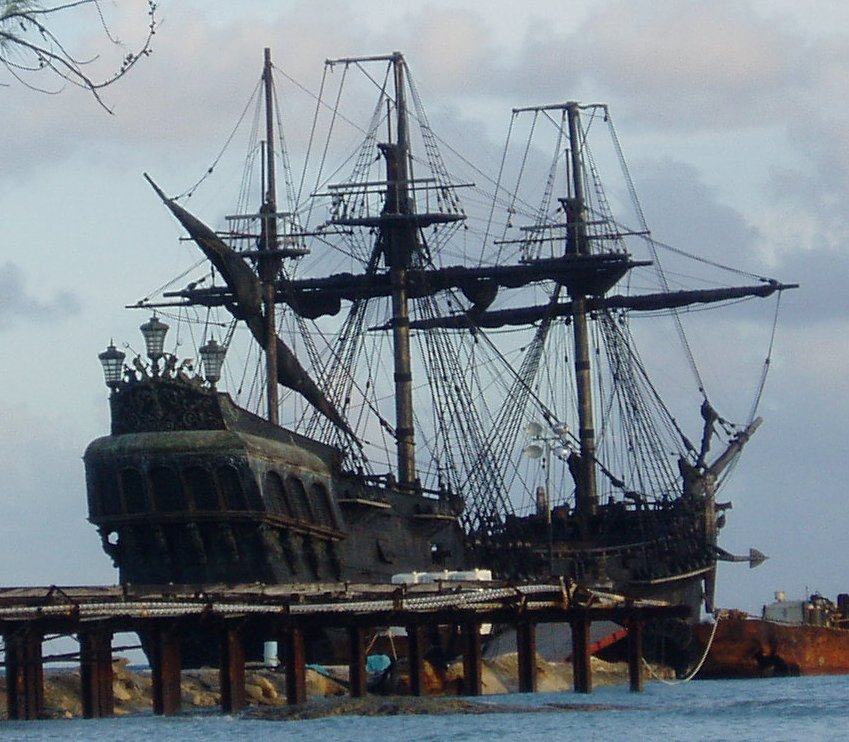
블랙펄

블랙 펄(영어: Black Pearl)은 《캐리비안의 해적 영화 시리즈》에 등장하는 가공의 배이다. 잭 스패로 선장이 지휘하는 범선으로, 규모는 프리깃 정도이다. 돛대는 3개이다.블랙펄은 (캐리비안의해적 발랙펄의저주)